# Friedrich Hortleder

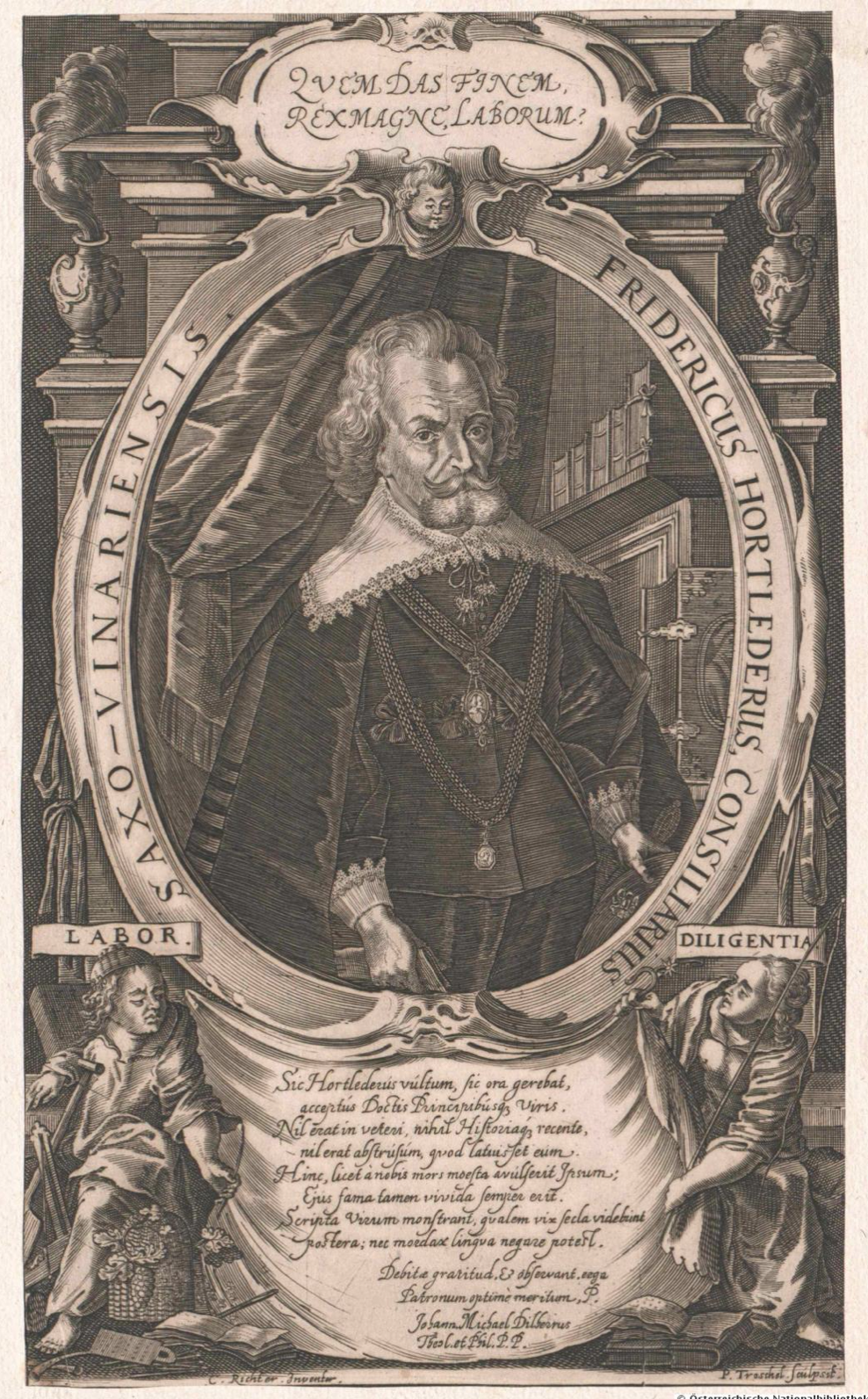
Bildnis Friedrich Hortleder von Christian Richter

Friedrich Hortleder (* 22. März 1579 in Ampfurth; † 5. Juni 1640 in Jena) war ein deutscher Historiker und Politiker.

## Leben
Hortleder kam aus einfachen Verhältnissen und war der Sohn des Hauptmanns zu Ampfurth Valentin Hortleder und dessen Ehefrau Sabina Dobenecker.
Dank eines Stipendiums konnte sich Hortleder am 1. Mai 1585 an der Universität Wittenberg immatrikulieren. 1599 studierte er auch ein Semester an der Universität Jena. Am 8. November 1606 promovierte er bei seinem Doktorvater Dominicus Arumäus mit der Arbeit Dissertatio de vero sensu L. Non omnium. Hortleder befasste sich hier mit einem Satz des Julianus Non omnium, quae a maioribus constituta sunt, ratio reddi potest.
Noch während seines Studiums heiratete Hortleder am 17. November 1606 Catharina Barth (1582–1639), eine Tochter des kurbrandenburgischen Rat und Kanzlers der Neumark, Carl Barth. Mit ihr hatte er eine Tochter, Anna Catharina (1614–1657), die ab 1636 mit Zacharias Prueschenck von Lindenhofen verheiratet war.
1608 wurde Hortleder durch Herzogin Dorothea Maria von Sachsen-Weimar zum Präzeptor ihrer Söhne Herzog Johann Ernst d. J. und Friedrich von Sachsen-Weimar berufen. Zusammen mit Hofmarschall Kaspar von Teutleben beaufsichtigte er beide Schüler in den Jahren 1608 bis 1612 während ihres Studiums in Jena.
Hortleder wurden auch deren jüngere Geschwister Wilhelm IV. von Sachsen-Weimar, Albrecht von Sachsen-Eisenach, Johann Friedrich von Sachsen-Weimar und Bernhard von Sachsen-Weimar als Schüler anvertraut.
1609 bekam Hortleder einen Lehrauftrag an der Universität Jena. Seine Vorlesungen und Seminare hielt er grundsätzlich in lateinischer Sprache, und in dieser Sprache veröffentlichte er auch.
Am 22. Januar 1617 wurde er zum Hofrat ernannt. Etwa zeitgleich wurde er auch mit der Leitung des fürstlichen Archivs betraut. Dieses Amt hatte er bis zu seinem Tod inne. Mit seinen politischen und juristischen Gutachten half er tatkräftig mit, die Geschicke des Herzogtums Sachsen-Weimar zu gestalten.
In dieser Zeit veröffentlichte er auch sein umfängliches Hauptwerk zum Schmalkaldischen Krieg, das als Urkundenbuch noch heute seinen unbestreitbaren Wert hat. 1645 erlebte dieses Werk eine zweite Auflage, die mit vielen Kupferstichen, unter anderem zwei bemerkenswerten Abbildungen von deutschen Landsknechten, von seinem Schwiegersohn, Zacharias Prüschenk, herausgegeben wurde.
Mitte August 1639 wurde Diederich von dem Werder von Fürst Ludwig I. von Anhalt-Köthen beauftragt, Friedrich Hortleder in die Fruchtbringende Gesellschaft aufzunehmen. Zusammen mit Hortleder wurde bei dieser Gelegenheit auch Herzog Johann Ernst von Sachsen-Weimar in die Gesellschaft aufgenommen.
Hortleder wurde der Gesellschaftsname der Einrichtende und das Motto verrückte Glieder verliehen. Als Emblem wurde ihm die Linen <Clematis vitalba L.> zugedacht. Im Köthener Gesellschaftsbuch findet sich Hortleders Eintrag unter der Nr. 343. Dort ist auch das Reimgesetz vermerkt, das Hortleder zum Dank für seine Aufnahme verfasste:
Erwehlet hab’ ich mir Zu meiner frucht die Linen,
Weil Zur einrichtung sie verrenckter glieder dienen;
Drumb der Einrichtend’ ich genant auch worden bin:
Zu richten wider ein steht mein gemüth vnd sinn,
Waß nicht recht richtig ist: Ach könt durch rath vnd Schrifften,
(Weil durch die waffen doch kein’ eintracht ist Zustifften)
So manch verrencktes glied in Vnserm Vatterlandt
Jch wider richten ein in rechtem Friedenstandt.
Am 2. Oktober 1639 starb seine Ehefrau Catharina.
Friedrich Hortleder starb am 5. Juni 1640 im Alter von 61 Jahren in Jena.

## Werke
- Handlungen und Ausschreiben von den Ursachen des teutschen Krieges 1522–1545. Jena 1617. (vols. 1-2)
- Der römischen Keyser- und königlichen Maiesteten....Handlungen und Ausschreiben: Von den Ursachen des teutschen Kriegs Kaiser Carl V., wider die Schmalkaldische Bundesoberste. 2 Bände, Folianten. Endter, Gotha 1645. (mit 62 Kupfern)
- Tabellarische Beschreibung des Amtes Jena